# Temuco
Temuco är en stad i mellersta Chile och huvudstad i regionen Araucanía, samt provinsen Cautín. Staden, som är ett handels- och jordbrukscentrum, hade cirka 235 000 invånare vid folkräkningen 2017. Storstadsområdet (inklusive Padre Las Casas som är belägen på andra sidan floden Cautín) hade vid samma tidpunkt cirka 280 000 invånare.